# Le fasi del caos
Le fasi del caos (Isaac's Universe Volume Two: Phases in Chaos) è un'antologia di racconti fantascientifici curata da Isaac Asimov e Martin H. Greenberg nel 1991. Si tratta del secondo volume di racconti ambientati nell'"universo di Isaac" (Isaac's Universe).
L'antologia è stata pubblicata in Italia il 12 dicembre 1993 nella collana Urania n. 1220.

## Racconti
- Su Tolkien e altre cose (Concerning Tolkien), di Isaac Asimov
- Mecca (Mecca), di Allen Steele
- Trenta pezzi (Thirty Pieces), di Harry Turtledove
- Le fasi del caos (Phases in Chaos), di Hal Clement
- L'essenza della verità (The Soul of Truth), di Karen Haber
- Affari di fede (Keep the Faith), di Lawrence Watt-Evans
- Mettere le ali (Winging It), di Janet Kagan
- Reinventare la guerra (The Reinvention of War), di George Alec Effinger
- Magia verde (Woodcraft), di Poul Anderson

### Appendice
- I due volti di Robert McCammon, di Stefano Di Marino
- Robert McCammon: dall'horror al mainstream, di Marzio Tosello